# Isatis karjaginii
Isatis karjaginii är en korsblommig växtart som beskrevs av Boris Konstantinovich Schischkin och Aleksandr Alfonsovitj Grossgejm. Isatis karjaginii ingår i släktet vejdar, och familjen korsblommiga växter. Inga underarter finns listade i Catalogue of Life.